# Valentin Tabellion
Valentin Tabellion (23 maart 1999) is een Frans baan- en wegwielrenner. Tabellion nam deel aan de Europese kampioenschappen baanwielrennen in 2019, hij behaalde hier met de Franse ploeg een zesde plaats op de ploegenachtervolging.

## Wegwielrennen

### Overwinningen
2022
2e etappe Tour de l'Eure et Loire
Puntenklassement Tour de l'Eure et Loire
2024
2e etappe Ronde van Eure-et-Loir

### Resultaten in voornaamste wedstrijden
|      | \| Jaar \| Parijs-Tours \| \| ---- \| ------------ \| \| 2021 \| 14e \| \| 2024 \| 85e \| |
| Jaar | Parijs-Tours                                                                              |
| 2021 | 14e                                                                                       |
| 2024 | 85e                                                                                       |

## Baanwielrennen

### Palmares
| Jaar     | NK                                 | EK       | WK       | Overig                          |
| Junioren | Junioren                           | Junioren | Junioren | Junioren                        |
| -------- | ---------------------------------- | -------- | -------- | ------------------------------- |
| 2017     | achtervolging                      | omnium   |          |                                 |
| Elite    |                                    |          |          |                                 |
| 2018     | puntenkoers · ploegenachtervolging |          |          |                                 |
| 2019     | ploegenachtervolging · koppelkoers |          |          |                                 |
| 2020     |                                    |          |          | WB Milton: ploegenachtervolging |

## Ploegen
- 2021 –  Go Sport-Roubaix Lille Métropole
- 2022 –  Go Sport-Roubaix Lille Métropole
- 2023 –  Go Sport-Roubaix Lille Métropole
- 2024 –  Van Rysel-Roubaix